# Grupa komutacyjna
Grupa komutacyjna – grupa ramion obwodu przekształtnikowego, w których komutacja zachodzi niezależnie od innych ramion. Inaczej mówiąc, jest to taka grupa zaworów, które komutują prąd wyłącznie między sobą. Inne określenie to jednostka komutacyjna lub samodzielny zespół zaworów.
Zjawisko komutacji nie może zachodzić pomiędzy zaworami wchodzącymi w skład różnych jednostek komutacyjnych. Liczbę procesów komutacyjnych występujących w jednej jednostce komutacyjnej w czasie jednego okresu napięcia linii zasilającej – oznaczane jest symbolem {\displaystyle q.}